# Hinchinbrooke
Pour les articles homonymes, voir Hinchinbrooke (homonymie).
Hinchinbrooke est une municipalité québécoise située dans la municipalité régionale de comté du Haut-Saint-Laurent, dans la région de la Montérégie,.

## Toponymie
Le nom Hinchinbrooke est déjà mentionné à partir de 1795 sur la carte de Gale et Duberger. Le toponyme proviendrait du nom d'un manoir, Hinchin Brooke, situé dans le comté de Huntingdon. en Angleterre.

## Histoire
La Commission de toponymie du Québec précise : « Le canton de Hinchinbrooke a été proclamé en 1799 alors que la municipalité à laquelle il a donné son nom est instituée en 1845. » Elle ajoute : « En 1847, la municipalité du canton de Hinchinbrooke est abolie et devient partie de la municipalité du comté de Beauharnois. Huit ans plus tard, elle est rétablie sous le même nom. Son territoire est alors amputé de la partie comprise dans les limites de la municipalité du village de Huntingdon créée en 1848. » Le 5 novembre 2011, la municipalité du canton de Hinchinbrooke change son statut pour celui de municipalité.

## Géographie
La superficie totale de la municipalité d'Hinchinbrooke est de 149,58 km2 dont 148,14 km2 terrestres et 1,44 km2 en eau.

### Hameaux

#### Powerscourt
Ce lieu-dit est le site du pont de Powerscourt, un pont couvert de 50 mètres reliant le canton à celui d'Elgin. Ce pont est le plus vieux pont couvert du Canada encore en utilisation et le dernier pont couvert de type McCallum au monde. Le pont, construit en 1861, fut classé monument historique le 27 avril 1987. Le nom de ce hameau fait référence à la ville de Wicklow en Irlande. On y retrouve également une boulangerie, un camp scout ainsi qu'une église unie, la Powerscourt United Church, érigée en 1825.

#### Athelstan

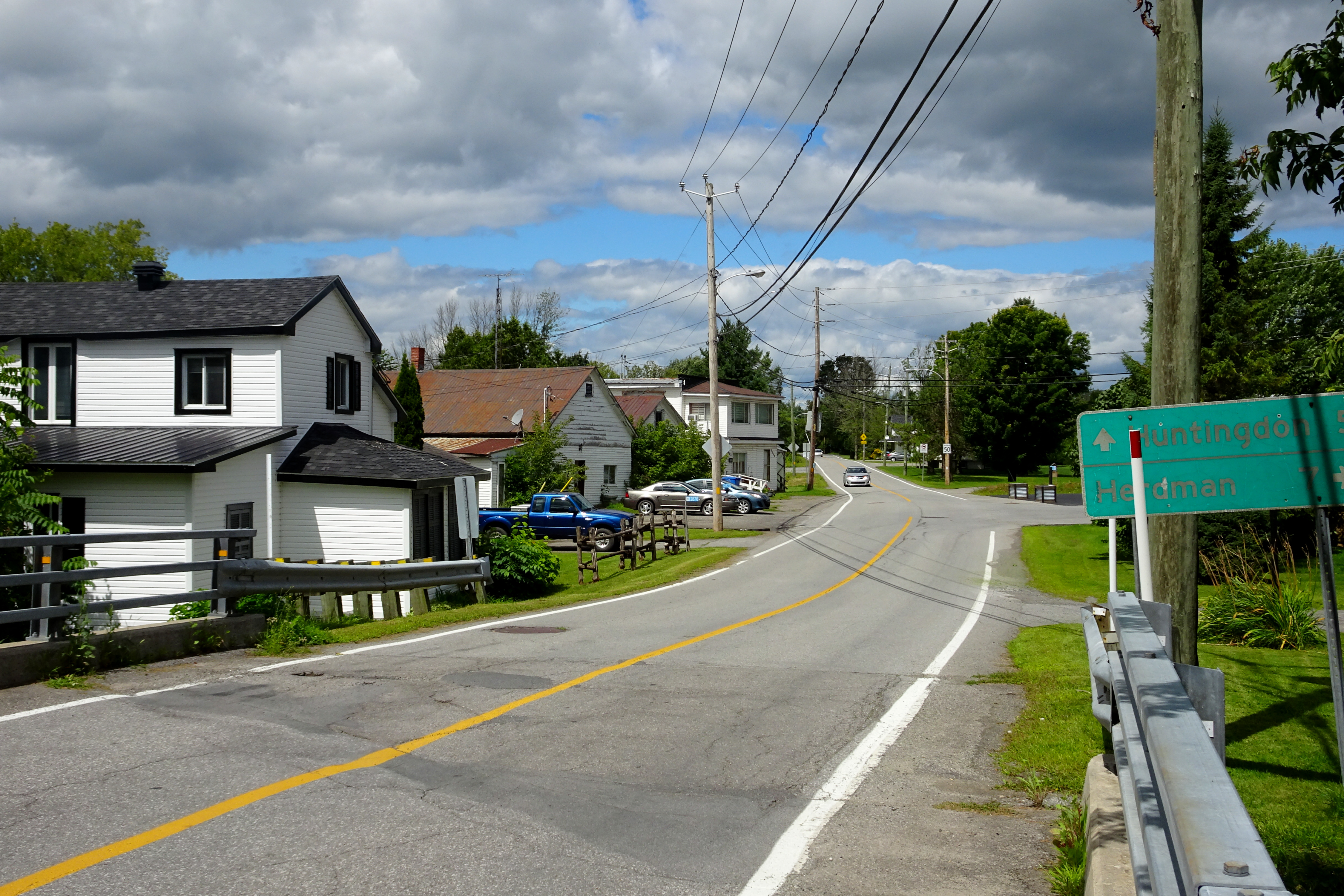
Athelstan

La colonisation du territoire à vocation agricole remonte à 1828 avec l'arrivée d'un premier groupe d'écossais. Ces pionniers ont d'abord nommé l'endroit St. Michaels. Par la suite, entrera en usage le nom d'Athelstan d'après le village d'Athelstaneford, village écossais au nord d'Haddington. Ce toponyme réfère aussi au roi anglais Æthelstan qui régna de 924 à 939.
On y retrouve un parc, un magasin général, un restaurant et une église presbytérienne érigée en 1877.

#### Herdman
Situé au centre du territoire de la municipalité, à l'intersection de la route 202 avec les chemins Brook et Herdman Customs, on retrouve à Herdman, l'hôtel de ville de la municipalité de Hinchinbrooke, un magasin général offrant un service de casse-croûte ainsi que les églises Saint-Patrice (catholique, maintenant transformée en résidence privée) et Saint-Paul (anglicane), érigées respectivement en 1936 et en 1848. Le poste frontalier de Herdman est situé à 4 km du hameau.

#### Rockburn
Rockburn, hameau situé à l'intersection de la route 202 et de la montée Rockburn, est le point de départ de la route des cidres. On y retrouve une église presbytérienne érigée en 1856 et un pub.

#### Parc-Davignon
Parc-Davignon est un secteur résidentiel boisé situé tout près du poste frontalier de Herdman, non loin de l'intersection des chemins Herdman Customs et de la Première-Concession. On y retrouve le parc Gordon Hills.

### Hydrographie
La rivière Châteauguay délimite l'ouest puis le nord de la municipalité en coulant vers le nord-est. 
À partir de son crénon, dans le nord-ouest, la Rivière aux Outardes coule vers le nord-est. 
La rivière aux Outardes Est en longe la limite est en coulant vers le nord-ouest.
La rivière Hinchinbrooke en traverse le sud-ouest en coulant vers le nord-ouest jusqu'à sa confluence avec la rivière Châteauguay. 

## Démographie
| 1991  | 1996  | 2001  | 2006  | 2011  | 2016  | 2021  |
| ----- | ----- | ----- | ----- | ----- | ----- | ----- |
| 2 392 | 2 407 | 2 380 | 2 369 | 2 242 | 2 103 | 2 187 |

## Administration
Le conseil municipal est élu en bloc aux quatre ans, sans division géographique. La mairesse Carolyn Cameron et presque tout le conseil municipal demeure en poste sans opposition à l'élection de 2013. La population locale est représentée à l'Assemblée nationale du Québec au sein de la circonscription québécoise d'Huntingdon et à la Chambre des communes du Canada par la circonscription fédérale de Salaberry-Suroît.
| Hinchinbrooke Maires depuis 2003                                                                                     |                 |         |          |
| Élection | Maire           | Qualité | Résultat |
| 2003 | Normand Crête   |         | Voir     |
| 2005 | Normand Crête   | Voir    |          |
| 2009 | Normand Crête   | Voir    |          |
| 2013 | Carolyn Cameron |         | Voir     |
| 2017 | Carolyn Cameron | Voir    |          |
| 2021 | Mark Wallace    |         | Voir     |
| Élection partielle en italique Depuis 2005, les élections sont simultanées dans toutes les municipalités québécoises |                 |         |          |

|             | 2009-2013                                                                               | 2013-2017                                                                             | 2017-2021                                                                    | 2021-2025                                                                                 |
| Maire       | Normand Crète* Carolyn Cameron**                                                        | Carolyn Cameron                                                                       | Carolyn Cameron                                                              | Mark Wallace                                                                              |
| Conseillers | Mark Bakos Lawrence Bergevin Carolyn Cameron* Carol Craig Elgin Macfarlane Mark Wallace | Mark Bakos Carol Craig Réal Desgroseillers Elgin Macfarlane Nadia Ricard Mark Wallace | Elgin Macfarlane Kirk Feeny Carol Craig Mark Bakos Mark Wallace Nadia Ricard | Elgin Macfarlane Kirk Feeny Tanya Clarke Mark Bakos Laurie Ann Prévost Margo McCaffrey*** |

## Urbanisme
La route 202 traverse le territoire de la municipalité et la relie à Huntingdon ainsi qu'à Franklin.
Les voies de communication principales de la municipalité sont les chemins d'Athelstan, Ridge, Brook, de Powerscourt, Gore, de la Première-Concession ainsi que les montées de Rockburn et de Herdman.
La MRC du Haut-Saint-Laurent offre un service de transport collectif dans la municipalité, la reliant à Huntingdon, Godmanchester, Saint-Anicet, Sainte-Barbe, Ormstown, Salaberry-de-Valleyfield, Très-Saint-Sacrement, Howick et Sainte-Martine, ainsi que sur demande vers les autres municipalités de la MRC, via un service de taxibus sur réservation. À Sainte-Martine et Salaberry-de-Valleyfield, des correspondances sont possibles avec les réseaux d'Exo Sud-Ouest et de la Société de transport de Salaberry-de-Valleyfield, notamment à destination de Vaudreuil-Dorion, Châteauguay et Montréal. Un service de transport adapté est également offert par la MRC.

## Société

### Personnalités
- Sir William Hales Hingston, médecin, banquier, maire de Montréal de 1875 à 1877 et sénateur de Rougemont de 1896 à 1907.